# Victor J. Dzau

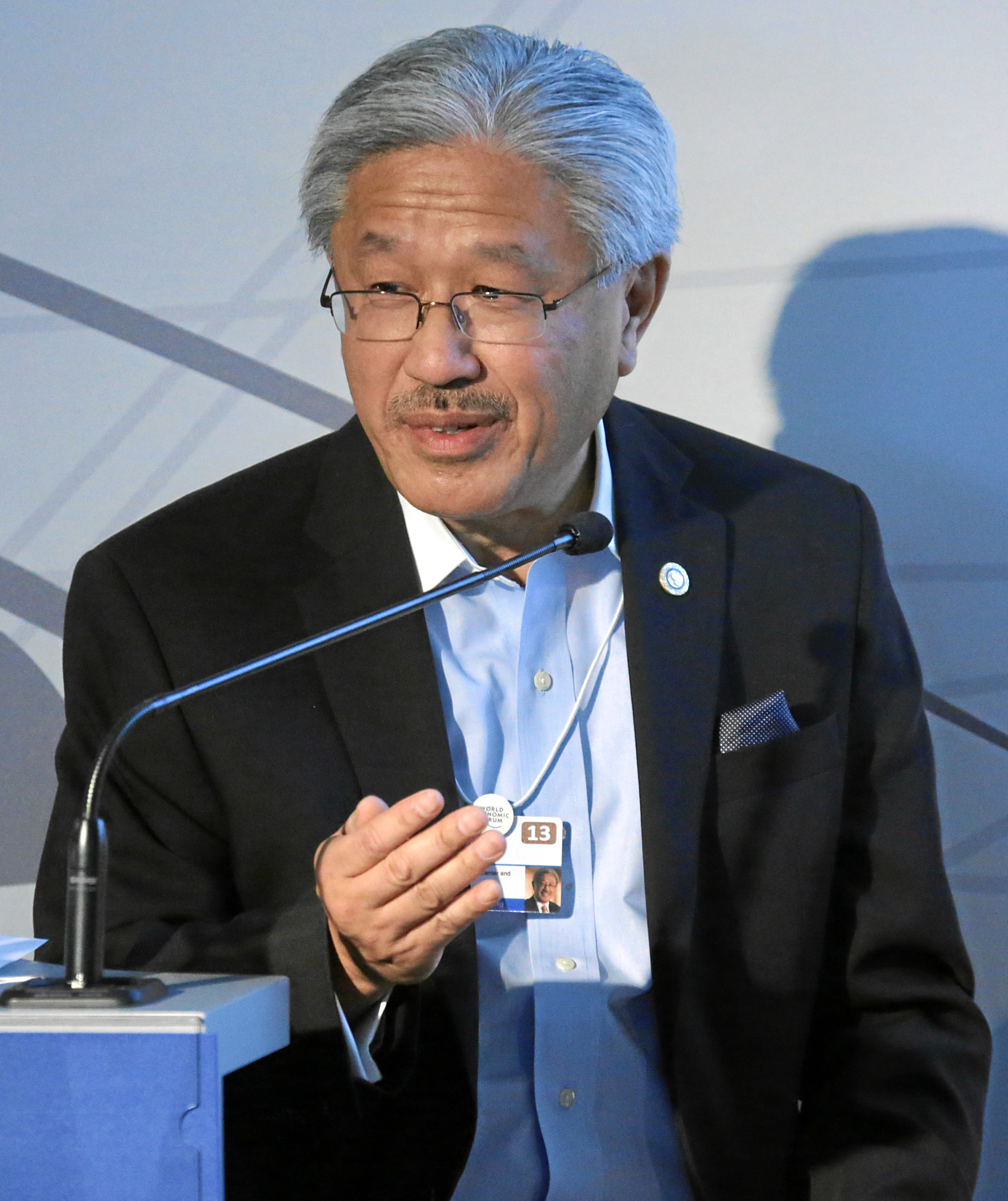
Dzau während des WEFs 2013

Victor Joseph Dzau (chinesisch 曹文凱, * 23. Oktober 1946 in Shanghai) ist ein chinesisch-US-amerikanischer Kardiologe. Seit Juli 2014 ist Dzau Präsident der National Academy of Medicine (NAM, früher Institute of Medicine, IOM).

## Leben
Dzaus Familie flüchtete 1950 aus Shanghai nach Hongkong, als die Chemiefabrik des Vaters verstaatlicht wurde. Später wurde Victor Dzau zum Medizinstudium nach Kanada geschickt, das er 1972 an der McGill University in Montreal mit dem M.D. abschloss. Anschließend arbeitete er als Assistenzarzt zunächst am Cornell Medical Center des NewYork-Presbyterian Hospital in New York City, bevor er 1973 an das Brigham and Women’s Hospital der Harvard University nach Boston, Massachusetts wechselte. 1984 übernahm er die Leitung der dortigen Abteilung für Angiologie und Atherosklerose. Zwischen 1990 und 1996 leitete er das Institut für Innere Medizin an der Stanford University in Stanford, Kalifornien, bevor er 1996 als Leiter der Inneren Medizin zurück an die Harvard University ging. Seit 2004 arbeitete er am Universitätskrankenhaus der Duke University in Durham, North Carolina. Er war dort bis 2014 Kanzler für Gesundheitsangelegenheiten, Chief Executive Officer (CEO) der Universitätsmedizin und Professor für Innere Medizin und Direktor des Instituts für molekulare und genomische Gefäßmedizin. Seit 2014 ist er Präsident der National Academy of Medicine.
Dzau ist verheiratet und hat zwei Töchter.

## Wirken
Dzau betreibt translationale Forschung. Er hat grundlegende Arbeiten zum Renin-Angiotensin-Aldosteron-System (RAAS) vorgelegt und gilt als Pionier der Behandlung von Herzinsuffizienz und arterieller Hypertonie, insbesondere bezüglich des Einsatzes von ACE-Hemmern. Dzau entwickelt gentherapeutische und zelltherapeutische Verfahren zur Behandlung der koronaren Herzkrankheit (KHK). Insbesondere wird versucht, die Venen, die zur Anlage eines Koronararterien-Bypasses verwendet werden, gegen erneute Atherosklerose zu schützen. Dzau war der Erste, der Lockvogel-DNA (DNA decoy) zur Blockade von unerwünschter Transkription einsetzte.
Dzau betreibt Initiativen zur Verbesserung der gesundheitlichen Situation von sozial benachteiligten Personen. Hierzu gründete er an der Brigham and Women’s Hospital ein Institut für Sozialmedizin und Gesundheitsunterschiede (Division of Social Medicine and Health Inequalities) und installierte an der gesamten Duke University eine interdisziplinäre Gesundheits-Initiative zur lokalen, nationalen und internationalen Verbesserung der Gesundheitsversorgung Benachteiligter.

## Auszeichnungen (Auswahl)
- 1998 Mitglied des Institute of Medicine
- 2000 Mitgliedschaft in der Academia Sinica[1]
- 2004 Max-Delbrück-Medaille[2]
- 2012 Mitglied der American Academy of Arts and Sciences

- Mitgliedschaft in der Europäischen Akademie der Wissenschaften und Künste[3]
- sechs Ehrendoktorate